# 데라다촌 (교토부)
데라다촌(일본어: 寺田村)은 일본 교토부 구세군에 설치되었던 촌이다. 현재의 조요시 북부에 해당한다.